# Bonnac (Cantal)
Pour les articles homonymes, voir Bonnac.
Bonnac est une commune française située dans le département du Cantal, en région Auvergne-Rhône-Alpes.

## Géographie
Le village de Bonnac est situé dans la partie inférieure de la vallée de l'Arcueil.

### Communes limitrophes
Les communes limitrophes sont  Charmensac, Ferrières-Saint-Mary, Massiac, Molompize, Peyrusse, Saint-Mary-le-Plain et Saint-Poncy.
| Molompize            |                     | Massiac     |
| Peyrusse             | Bonnac              | Saint-Poncy |
| Ferrières-Saint-Mary | Saint-Mary-le-Plain |             |

### Villages et hameaux
En plus du bourg de Bonnac, la commune compte plusieurs villages et hameaux : 
- la Besseyre
- Chalagnac
- Chazeloux
- Coussargues
- Croute, ancienne annexe de la commanderie de Celles[1],[2]
- Pierrefitte
- Pouzol
- Tempel, ancienne annexe de la commanderie de Celles[1],[2]

### Climat
Pour des articles plus généraux, voir Climat d'Auvergne-Rhône-Alpes et Climat du Cantal.
En 2010, le climat de la commune est de type climat des marges montargnardes, selon une étude du CNRS s'appuyant sur une série de données couvrant la période 1971-2000. En 2020, Météo-France publie une typologie des climats de la France métropolitaine dans laquelle la commune est exposée à un climat de montagne ou de marges de montagne et est dans la région climatique  Nord-est du Massif Central, caractérisée par une pluviométrie annuelle de 800 à 1 200 mm, bien répartie dans l’année.
Pour la période 1971-2000, la température annuelle moyenne est de 9,5 °C, avec une amplitude thermique annuelle de 15,4 °C. Le cumul annuel moyen de précipitations est de 789 mm, avec 9 jours de précipitations en janvier et 6,1 jours en juillet. Pour la période 1991-2020, la température moyenne annuelle observée sur la station météorologique de Météo-France la plus proche, « St- Poncy_sapc »sur la commune de Saint-Poncy à 5 km à vol d'oiseau, est de 9,4 °C et le cumul annuel moyen de précipitations est de 741,8 mm,. Pour l'avenir, les paramètres climatiques de la commune estimés pour 2050 selon différents scénarios d'émission de gaz à effet de serre sont consultables sur un site dédié publié par Météo-France en novembre 2022.

## Urbanisme

### Typologie
Au 1er janvier 2024, Bonnac est catégorisée commune rurale à habitat très dispersé, selon la nouvelle grille communale de densité à 7 niveaux définie par l'Insee en 2022.
Elle est située hors unité urbaine et hors attraction des villes,.

### Occupation des sols
L'occupation des sols de la commune, telle qu'elle ressort de la base de données européenne d’occupation biophysique des sols Corine Land Cover (CLC), est marquée par l'importance des territoires agricoles (50,5 % en 2018), en diminution par rapport à 1990 (52,6 %). La répartition détaillée en 2018 est la suivante : forêts (45,9 %), prairies (30,1 %), zones agricoles hétérogènes (20,3 %), milieux à végétation arbustive et/ou herbacée (3,7 %). L'évolution de l’occupation des sols de la commune et de ses infrastructures peut être observée sur les différentes représentations cartographiques du territoire : la carte de Cassini (XVIIIe siècle), la carte d'état-major (1820-1866) et les cartes ou photos aériennes de l'IGN pour la période actuelle (1950 à aujourd'hui).

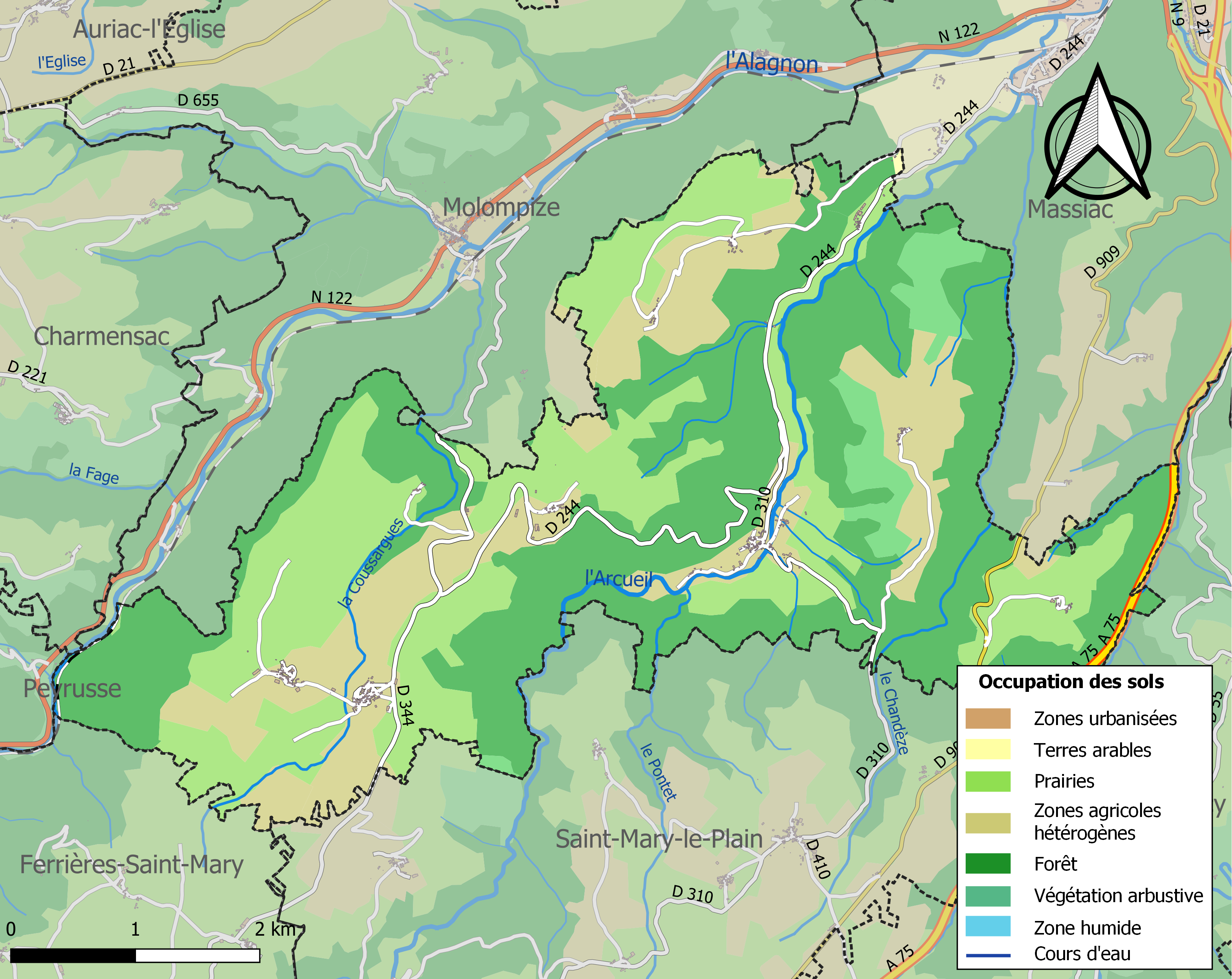
Carte des infrastructures et de l'occupation des sols de la commune en 2018 (CLC).

### Habitat et logement
En 2018, le nombre total de logements dans la commune était de 136, alors qu'il était de 134 en 2013 et de 134 en 2008.
Parmi ces logements, 57,2 % étaient des résidences principales, 33,2 % des résidences secondaires et 9,6 % des logements vacants. Ces logements étaient pour 99,3 % d'entre eux des maisons individuelles et pour 0 % des appartements.
Le tableau ci-dessous présente la typologie des logements à Bonnac en 2018 en comparaison avec celle du Cantal et de la France entière. Une caractéristique marquante du parc de logements est ainsi une proportion de résidences secondaires et logements occasionnels (33,2 %) supérieure à celle du département (20,4 %) et à celle de la France entière (9,7 %). Concernant le statut d'occupation de ces logements, 87,2 % des habitants de la commune sont propriétaires de leur logement (88,5 % en 2013), contre 70,4 % pour le Cantal et 57,5 pour la France entière.
| Typologie                                               | Bonnac | Cantal | France entière |
| ------------------------------------------------------- | ------ | ------ | -------------- |
| Résidences principales (en %)                           | 57,2   | 67,7   | 82,1           |
| Résidences secondaires et logements occasionnels (en %) | 33,2   | 20,4   | 9,7            |
| Logements vacants (en %)                                | 9,6    | 11,9   | 8,2            |

## Histoire
En 944, Étienne II, évêque d'Auvergne fait don de l'église Saint-Maurice de Bonnac à l'abbaye de Cluny, érigée en prieuré au commencement du second millénaire.
Le Chausse, situé à 1 500 mètres au nord-est de Tempel, a perdu tous ses habitants lors de l'épidémie de peste de 1694 qui ravagea Massiac et sa région. Le village du Chausse avait semble-t-il une certaine importance au vu des ruines et des fondements qui subsistent aujourd’hui. On trouve à Tempel deux croix remarquables : l’une est gravée dans la pierre dite « des Templiers », elle date probablement du XIIe siècle, et une autre métallique plus récente qui est fixée sur une meule gallo-romaine.
En 1837, la commune a absorbé, conjointement avec Massiac, l'ancienne commune de Saint-Étienne-sur-Massiac,.

### Les Templiers et les Hospitaliers
Le hameau de Tempel était à l'origine un établissement de l'ordre du Temple. Vers 1150, les templiers sont venus s'établir sur le plateau fertile qui surplombe Bonnac et y ont fondé trois villages : Croûte, le Chausse et Tempel. Ils y auraient installé un village de lépreux, entièrement clos de murs, que les habitants du voisinage ravitaillaient en déposant des provisions à la porte. En 1307, Philippe le Bel fit arrêter tous les chevaliers du temple ; leurs biens furent confisqués puis dévolus aux Hospitaliers de l'ordre de Saint-Jean de Jérusalem. On retrouve notamment Tempel qui figure parmi les quatre annexes de la commanderie de Celles. Il ne subsiste aujourd’hui que les hameaux de Tempel et de Crôute.

## Politique et administration

### Découpage territorial
La commune de Bonnac est membre de l'intercommunalité Hautes Terres Communauté, un établissement public de coopération intercommunale (EPCI) à fiscalité propre créé le 1er janvier 2017 dont le siège est à Murat. Ce dernier est par ailleurs membre d'autres groupements intercommunaux.
Sur le plan administratif, elle est rattachée à l'arrondissement de Saint-Flour, à la circonscription administrative de l'État du Cantal et à la région Auvergne-Rhône-Alpes.
Sur le plan électoral, elle dépend du canton de Saint-Flour-1 pour l'élection des conseillers départementaux, depuis le redécoupage cantonal de 2014 entré en vigueur en 2015, et de la deuxième circonscription du Cantal  pour les élections législatives, depuis le dernier découpage électoral de 2010.

### Liste des maires
| Période                                  | Période                   | Identité             | Étiquette | Qualité  |
| ---------------------------------------- | ------------------------- | -------------------- | --------- | -------- |
| Les données manquantes sont à compléter. |                           |                      |           |          |
| mars 2001                                | avril 2014                | Jean-Louis Morel     |           |          |
| avril 2014                               | En cours (au 28 mai 2020) | Marie-Claire Tuffery | DVG       | Employée |

## Démographie
L'évolution du nombre d'habitants est connue à travers les recensements de la population effectués dans la commune depuis 1793. Pour les communes de moins de 10 000 habitants, une enquête de recensement portant sur toute la population est réalisée tous les cinq ans, les populations de référence des années intermédiaires étant quant à elles estimées par interpolation ou extrapolation. Pour la commune, le premier recensement exhaustif entrant dans le cadre du nouveau dispositif a été réalisé en 2006.

En 2022, la commune comptait 160 habitants, en évolution de −3,03 % par rapport à 2016 (Cantal : −1,08 %, France hors Mayotte : +2,11 %).
| 1793 | 1800 | 1806 | 1821  | 1831 | 1836 | 1841 | 1846 | 1851 |
| ---- | ---- | ---- | ----- | ---- | ---- | ---- | ---- | ---- |
| 752  | 532  | 732  | 1 032 | 810  | 854  | 813  | 755  | 843  |

| 1856 | 1861 | 1866 | 1872 | 1876 | 1881 | 1886 | 1891 | 1896 |
| ---- | ---- | ---- | ---- | ---- | ---- | ---- | ---- | ---- |
| 780  | 750  | 703  | 647  | 685  | 641  | 747  | 661  | 632  |

| 1901 | 1906 | 1911 | 1921 | 1926 | 1931 | 1936 | 1946 | 1954 |
| ---- | ---- | ---- | ---- | ---- | ---- | ---- | ---- | ---- |
| 574  | 576  | 595  | 467  | 434  | 420  | 386  | 408  | 349  |

| 1962 | 1968 | 1975 | 1982 | 1990 | 1999 | 2006 | 2011 | 2016 |
| ---- | ---- | ---- | ---- | ---- | ---- | ---- | ---- | ---- |
| 314  | 277  | 234  | 175  | 170  | 158  | 151  | 168  | 165  |

| 2021 | 2022 | - | - | - | - | - | - | - |
| ---- | ---- | - | - | - | - | - | - | - |
| 161  | 160  | - | - | - | - | - | - | - |

## Culture locale et patrimoine

### Lieux et monuments
- Église Saint-Barthélémy[23]
- Château de Bonnac[24]
- Prieuré de Bonnac[25]
- Croix des Templiers[26]

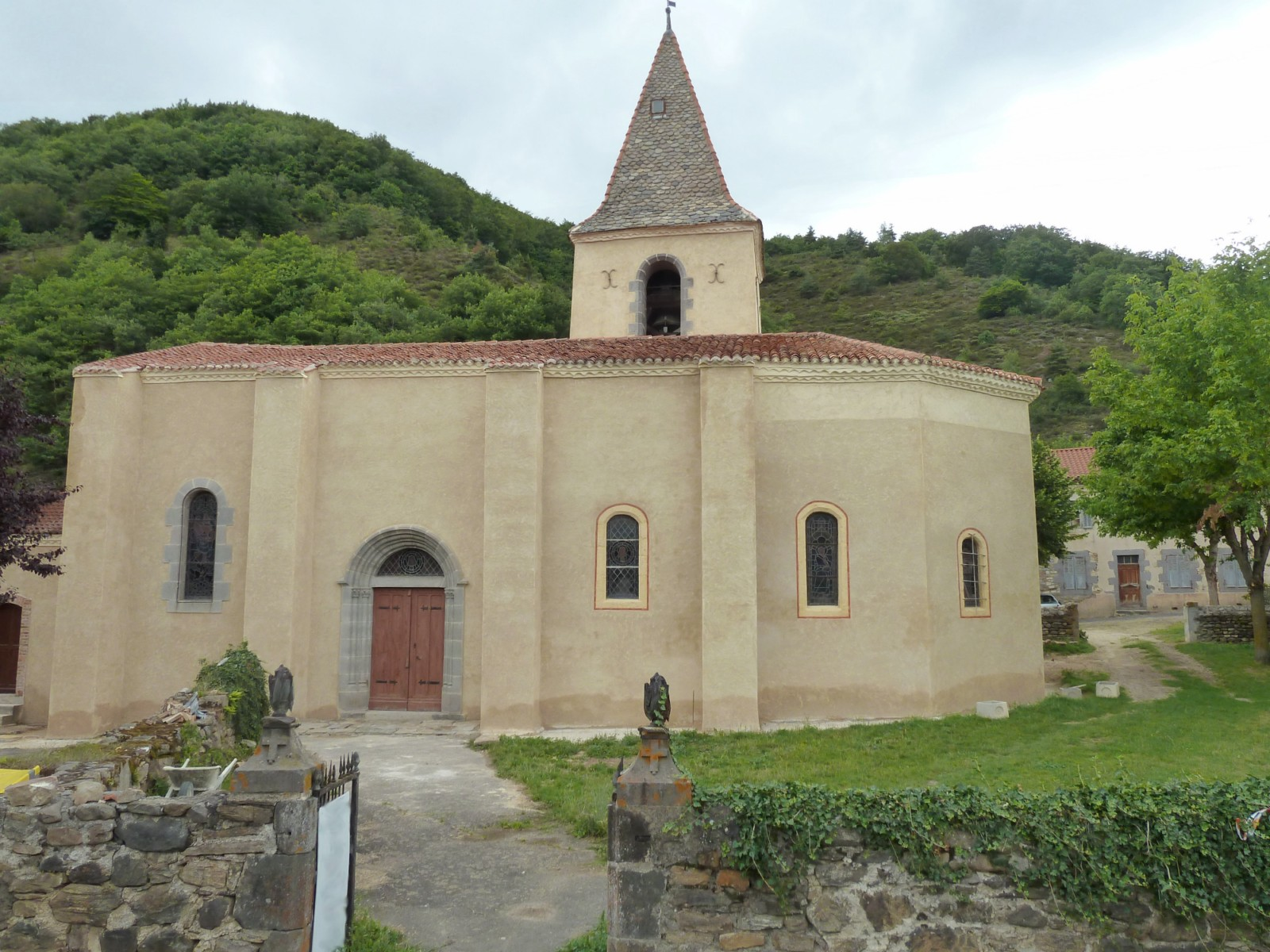
Église de Bonnac.
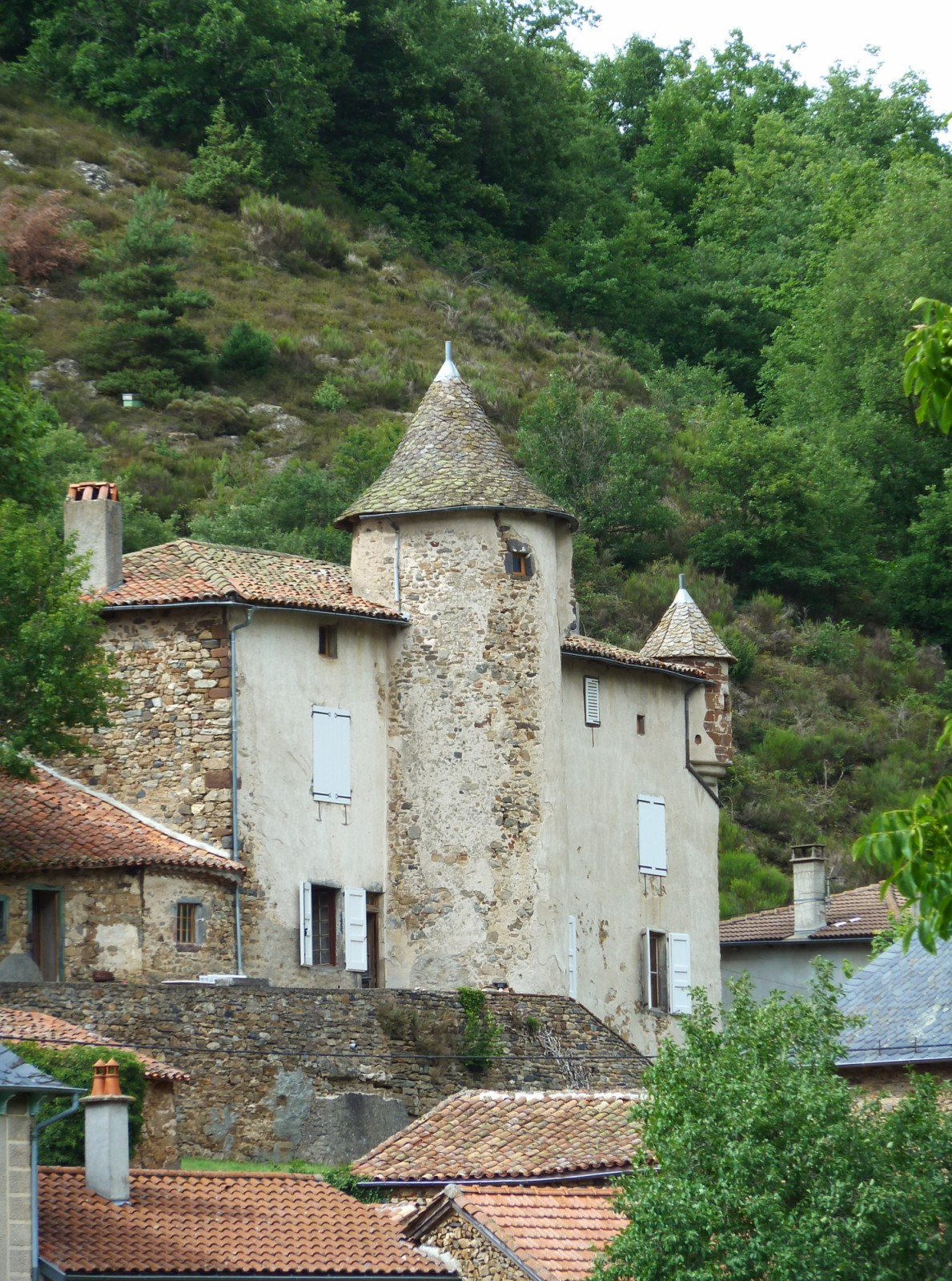
Chateau de Bonnac.
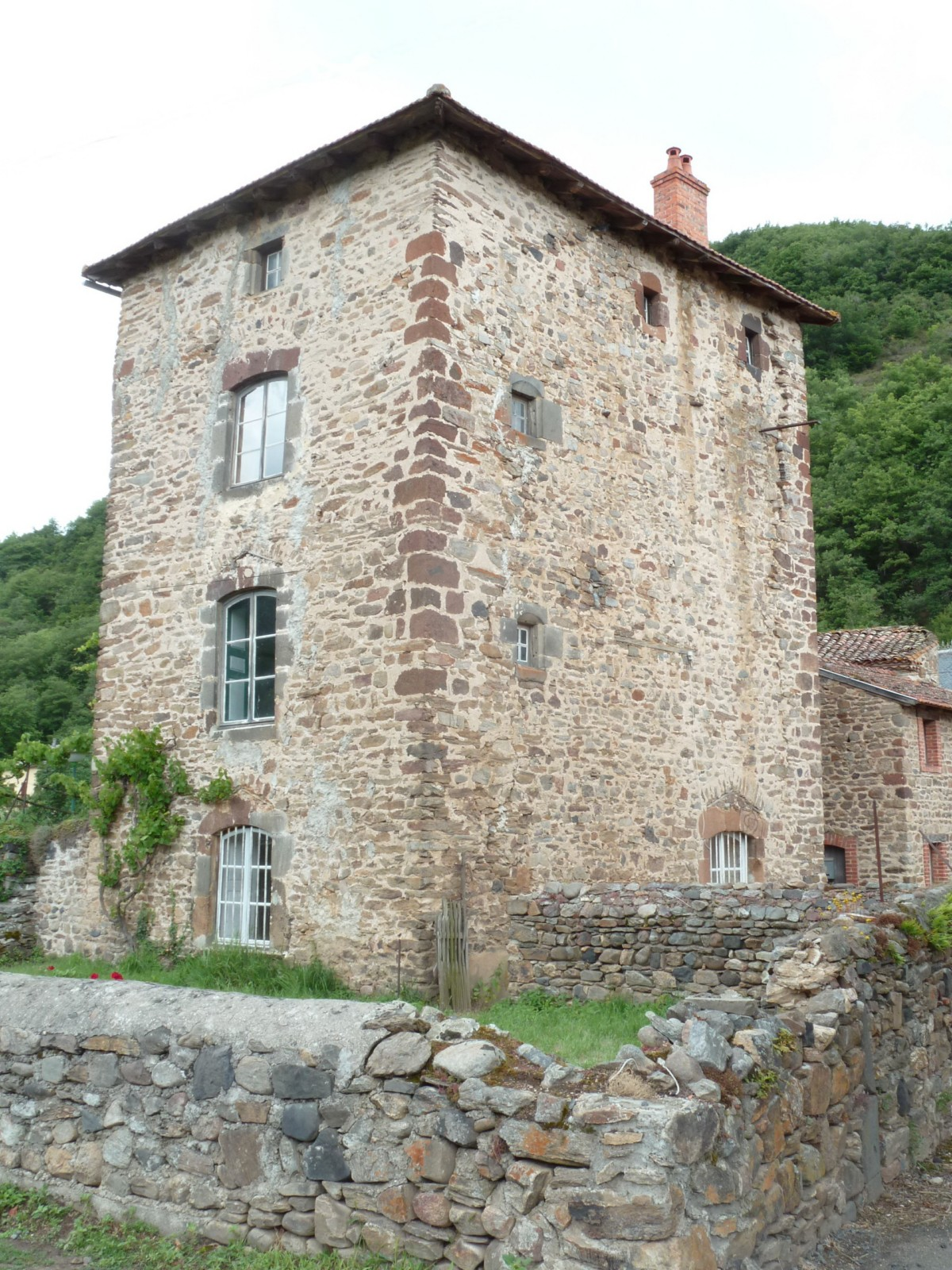
Prieuré de Bonnac.
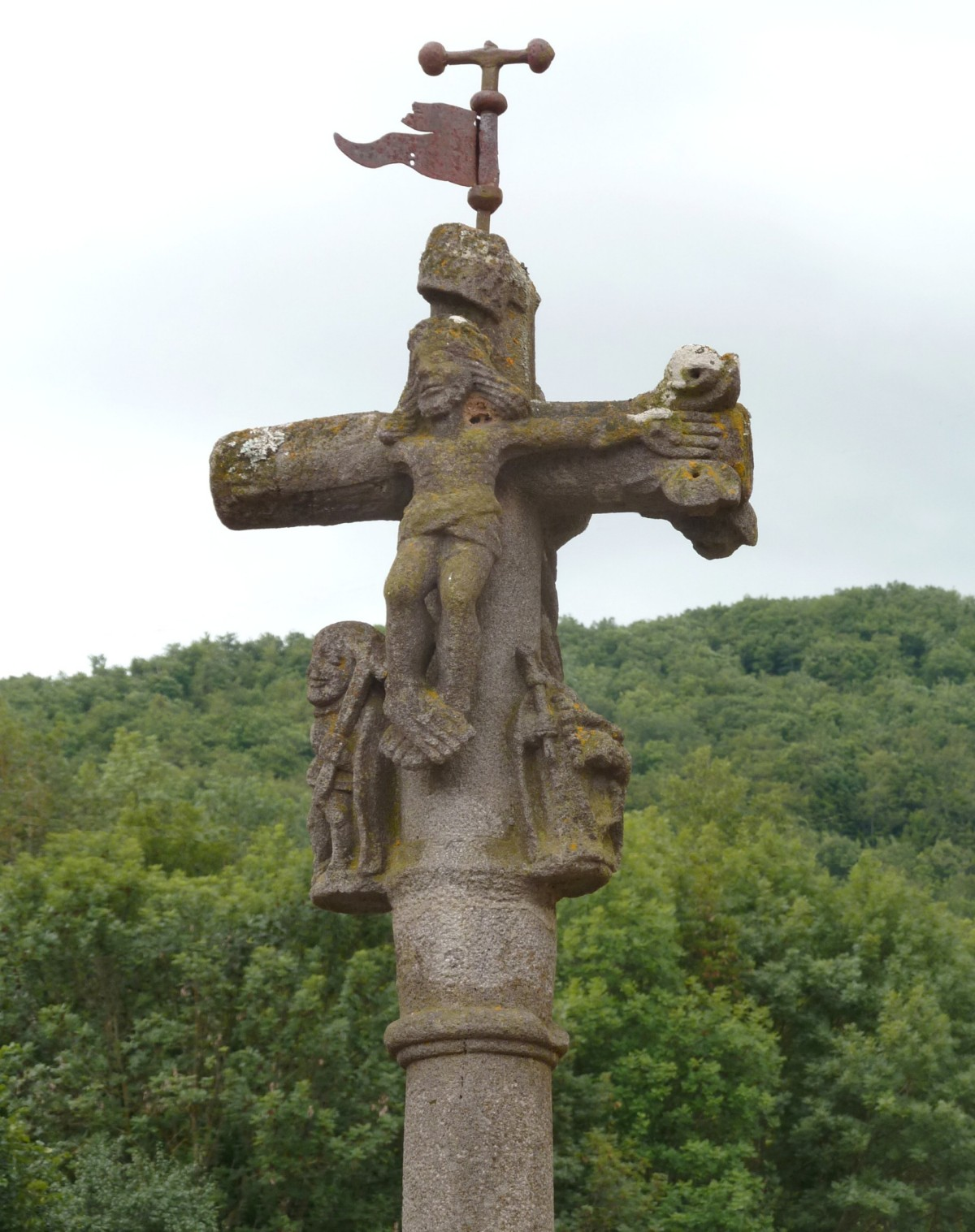
Croix des Templiers.

La commune a longtemps hébergé le centre de vacances de la ville de Noisy-le-Sec.

## Héraldique
| Blason de Bonnac | Blason  | Écartelé: au 1 de gueules à deux clés d'or passées en sautoir brochant sur une épée d'argent garnie d'or, au 2 d'azur à un léopard d'or, au 3 d'azur à trois flanchis d'or, au 4 d'argent à la croix pattée et alésée de gueules. |
| Blason de Bonnac | Détails | Créé par JF Binon. Blason sur le site de Stéphane Sautarel (sénateur du Cantal), 2025. |